# クルー・トゥ・カロ
クルー・トゥ・カロ（Clue to Kalo）は、オーストラリアの音楽家マーク・ミッチェルによるソロ・ユニット。アデレード出身。

## 概要
フォークミュージックとエレクトロニカを融合させた、温かみのあるオーガニックなサウンドが特徴的である。2006年、緊急来日し都内のライブハウスでコンサートを行った。

## ディスコグラフィー

### アルバム
- Come Here When You Sleepwalk （2003年）
- One Way, It's Every Way　ワン・ウェイ、イッツ・エヴリィ・ウェイ （2005年）

日本先行発売。ボーナストラック3曲収録。
- Lily Perdida　リリー・ペルディダ （2009年）

日本先行発売。2008年。ビートルズのカバーを含むボーナストラック4曲収録。